# Sicignano degli Alburni
Sicignano degli Alburni es una localidad y comune italiana de la provincia de Salerno, región de Campania, con 3.333 habitantes.

## Evolución demográfica
| Gráfica de evolución demográfica de Sicignano degli Alburni entre 1861 y 2001 |
|                                                                               |
| Fuente ISTAT - elaboración gráfica de Wikipedia                               |